# Vittorio Badini Confalonieri (politico)
Vittorio Badini Confalonieri (Torino, 14 marzo 1914 – Bardonecchia, 3 agosto 1993) è stato un avvocato e politico italiano.
Deputato all'Assemblea Costituente e poi alla Camera per cinque legislature (1953-1976), fu presidente nazionale del PLI (1967-1972) e ministro (1972-1973). Convinto europeista, è stato per due volte presidente dell'Unione Europea Occidentale (1959-1960 e 1966-1969).

## Biografia[1]
Vittorio Badini Confalonieri nasce a Torino il 14 marzo 1914.
Consegue la Maturità Classica presso l’Istituto Sociale dei padri gesuiti. Si laurea a ventun anni in Giurisprudenza, discutendo una tesi di filosofia del diritto con Gioele Solari (23 giugno 1935) e, due anni dopo, in Scienze Politiche (16 novembre 1937).
Avvocato, dopo l’8 settembre (che lo coglie mentre è tenente di complemento di cavalleria presso l’Istituto superiore di guerra di stanza a Parma) concorre all’organizzazione clandestina del partito liberale, inizialmente quale segretario cittadino e poi come segretario regionale e rappresentante del PLI nella segreteria del CLN regionale piemontese (Clnrp). ed è membro della formazione partigiana Sap (Squadra di azione patriottica) "Mingione". Catturato, in seguito a delazione, dai repubblichini l’11 febbraio 1945, e portato alla Casa Littoria (l’attuale Palazzo Campana) e poi in via Asti, viene torturato e denunciato al Tribunale speciale per la difesa dello Stato. Informato dei fatti, Alessandro Pavolini da Milano dà ordine di procedere alla fucilazione sua e dei giovani liberali con lui catturati ma l’ordine è disatteso. Tradotto alle Nuove, è liberato il 4 aprile per interessamento del Clnrp in seguito a uno scambio di prigionieri con elementi della Repubblica Sociale Italiana.
Eletto all’Assemblea Costituente il 2 giugno del 1946, vi interviene numerose volte, sia sul testo della Costituzione (per esempio sugli articoli 13, 14 e 22, relativi alla tutela delle libertà personali, e sugli articoli 23, 24 e 25 della bozza, dedicati alla famiglia, al matrimonio e all’educazione dei figli), sia con interventi su disegni di legge, con interrogazioni, con proposte di modifica del Regolamento, con commemorazioni (tra le quali spicca quella di Marcello Soleri).
A fine 1947, al Congresso liberale, si oppone senza successo alla svolta del partito verso destra che porta all’elezione a segretario del partito di Roberto Lucifero. A differenza di altri esponenti della sinistra non abbandona però il partito. Dopo i deludenti risultati elettorali del 18 aprile 1848, con alcune personalità come Arangio-Ruiz e Casati, firma, nel maggio, il manifesto per un nuovo liberalismo. Divenuto membro della direzione centrale, nel 1951 è tra i promotori del Comitato nazionale per la riunificazione liberale che nel dicembre dello stesso anno, a Torino, porta al rientro nel PLI delle correnti di sinistra (fino al 1955).
Dal 24 maggio 1948 al 20 settembre 1953 è Commissario straordinario dell’Ordine Mauriziano, adoperandosi per la ricostruzione dei padiglioni dell’Ospedale Mauriziano di Torino distrutti dalla guerra, per il restauro dei monumenti di proprietà dell’Ordine (in particolare, tra l'altro, della Palazzina di caccia di Stupinigi), per la costruzione del nuovo ospedale di Valenza.
Eletto alla Camera dei deputati nel giugno 1953, rappresenta per cinque legislature, fino al luglio 1976, il collegio Cuneo-Asti-Alessandria. Membro, nella II legislatura, della Commissione Trasporti, fa parte, per le due legislature seguenti, della Commissione Istruzione (fu tra l’altro relatore di minoranza, nel 1962, contro il progetto di istituzione della scuola media unica). Sono circa trecento, tra Assemblea Costituente e Camera dei Deputati, i suoi interventi sui temi della giustizia, dei diritti civili, della difesa, della politica estera, della scuola, dell’agricoltura, dei trasporti, dei lavori pubblici, del turismo e della cultura.
Sottosegretario di Grazia e Giustizia nel quarto ministero De Gasperi (31 maggio 1947- 23 maggio 1948: Badini Confalonieri è sottosegretario dal 22 dicembre 1947), è nominato Sottosegretario agli Affari Esteri nel governo Scelba (10 febbraio 1954-6 luglio 1955) e nel primo governo Segni (6 luglio 1955 – 19 maggio 1957). Nel governo Scelba si interessa tra l’altro in modo innovativo e lungimirante dell’Africa (sua un’importante missione, nel febbraio-marzo 1955, in Congo Belga, Costa d’oro, Liberia, Federazione della Rhodesia e Nyasaland, Kenya, Africa Orientale Britannica, Nigeria, e Unione del Sud-Africa), mentre nel governo Segni si occupa di negoziare per l’Italia il Trattato di Roma. È ministro del Turismo e dello spettacolo nel secondo governo Andreotti (26 giugno 1972 – 12 giugno 1973) e in quest’ultimo settore continuerà ad essere attivo anche nel periodo seguente, con proposte di legge come quella del 11 ottobre 1973 sull’abolizione della legge sulla censura o quella del 12 aprile 1974 relativa all’istituzione di un Ministero dei beni e delle attività culturali. Presidente nazionale del PLI dal 1967 al 1972, è per due volte (e complessivi cinque anni) presidente dell’Unione Europea Occidentale (1959-1960 e 1966-1969).
L’interesse per la costruzione europea, legato all’insegnamento di Einaudi, è testimoniato precocemente dalla sua partecipazione alle riunioni di Gstaad nel 1947 e, come membro italiano, al Movimento Federalista Europeo dal 1949, poi al Movimento Europeo, di cui è vicepresidente dalla fondazione (1955), e al Consiglio d’Europa. Notevole in questo senso il rapporto, da lui elaborato nel 1962 in sede di Unione Europea Occidentale, sulle tappe da perseguirsi nell’evoluzione del processo di unificazione.
Presidente della Fondazione Luigi Einaudi e dell'omonimo Centro di ricerca e documentazione, vicepresidente del Centro Italiano di Studi per la Conciliazione Internazionale, vicepresidente dell’Associazione Italia-Israele, tesoriere generale della Fédération Mondiale des Anciens Combattants (FMAC), presidente del Club Alpino Italiano di Torino, è presidente o consigliere anche di diverse altre società e organismi.
Lascia la vita politica e il P.L.I. con lettera del 23 dicembre 1976 al segretario e al presidente del partito, in cui lamenta, tra l’altro, la discriminazione subita per il suo cattolicesimo da parte di chi ha dimenticato che “il laicismo genuino è l’antitesi più vera non solo di ogni clericalismo, ma ancora di ogni anticlericalismo”, chiedendo che ne sia data lettura integrale al Consiglio Nazionale. Quando quest’ultimo si riunisce, il 21 gennaio 1977 a Roma (che è anche il giorno dell’approvazione, alla Camera, della proposta di legge dal titolo Norme sull'interruzione della gravidanza), della lettera non si parla ed è allora costretto, quella sera stessa, a dare la notizia delle sue dimissioni alla stampa. Nella seduta del giorno seguente, il Consiglio le respinge ma l’interessato non cambia opinione e riprende a tempo pieno la sua professione di avvocato.
Nel 1977, dopo l’assassinio ad opera delle Brigate Rosse del presidente dell’Ordine degli avvocati di Torino Fulvio Croce, viene nominato Commissario straordinario ministeriale dell’Ordine.
Muore a Bardonecchia (Torino) il 3 agosto 1993.

## Incarichi
- Componente della Commissione parlamentare per la vigilanza sulle radiodiffusioni - Assemblea Costituente
- Vicepresidente della Giunta per l'esame delle domande di autorizzazione a procedere in giudizio - II legislatura
- Componente della VIII Commissione (Trasporti) - II legislatura
- Componente della Commissione speciale per l'esame del disegno di legge n. 72: "Conversione in Legge del Decreto Legge 21 giugno 1953, n. 452, che istituisce l'ammasso per contingente del frumento" - II legislatura
- Componente della Commissione speciale per l'esame del disegno di legge n. 2814, per la ratifica dei trattati sul mercato comune e sull'Euratom - II legislatura
- Componente della rappresentanza della Camera all'assemblea consultiva del Consiglio d'Europa - II, III e V legislatura
- Componente della VIII Commissione (Istruzione e belle arti) - III legislatura
- Componente della VII Commissione (Difesa) - VI legislatura
- Componente della III Commissione (Esteri) - VI legislatura
- Componente della IX Commissione (Lavori pubblici) - VI legislatura
- Componente della Commissione parlamentare per il parere al Governo sulle norme delegate per l'istituzione dei ruoli del Ministero dei beni culturali e ambientali - VI legislatura
- Componente della Commissione parlamentare d'inchiesta sulle strutture, sulle condizioni e sui livelli dei trattamenti retributivi e normativi - VI legislatura